# Síndrome de Sakati-Nyhan-Tisdale
El síndrome de Sakati-Nyan-Tisdale, también llamado acrocefalopolisindactilia tipo III, es una rara enfermedad de origen genético que pertenece al grupo de las acrocefalopolisindactilias o ACPS en abreviatura. Se caracteriza porque los niños afectados presentan anomalías en el desarrollo del cráneo (craneosinostosis), los huesos de las piernas, alteraciones cardiacas (cardiopatía congénita) y polidactilia. Fue descrita por primera vez en el año 1971 por los pediatras Nadia Aeni Sakati, William Leo Nyhan y W.K. Tisdale en la Universidad de California.